# Kątki (województwo dolnośląskie)
Kątki (niem. Kaentchen, Käntchen) – wieś w Polsce położona w województwie dolnośląskim, w powiecie świdnickim, w gminie Marcinowice.

## Podział administracyjny
W latach 1975–1998 miejscowość administracyjnie należała do województwa wałbrzyskiego.

## Zabytki
Do wojewódzkiego rejestru zabytków wpisane są:
- zespół pałacowy; dobra rycerskie w posiadaniu rodziny von Zedlitz były do 1945 r.:
  - pałac, z końca XV w., przebudowany w początku XVII w. i w 1850 r.
  - park, z połowy XIX w.
- aleja dębowo-jesionowa, z drugiej połowy XIX w., wzdłuż drogi do Zebrzydowa

## Zespół ludowy
We wsi działa zespół ludowy Akacjowe Śpiewule, który 21 października 2011 wydał swoją debiutancką płytę Akacjowe zaKątki.

## Użytek ekologiczny "Kurka Wodna"

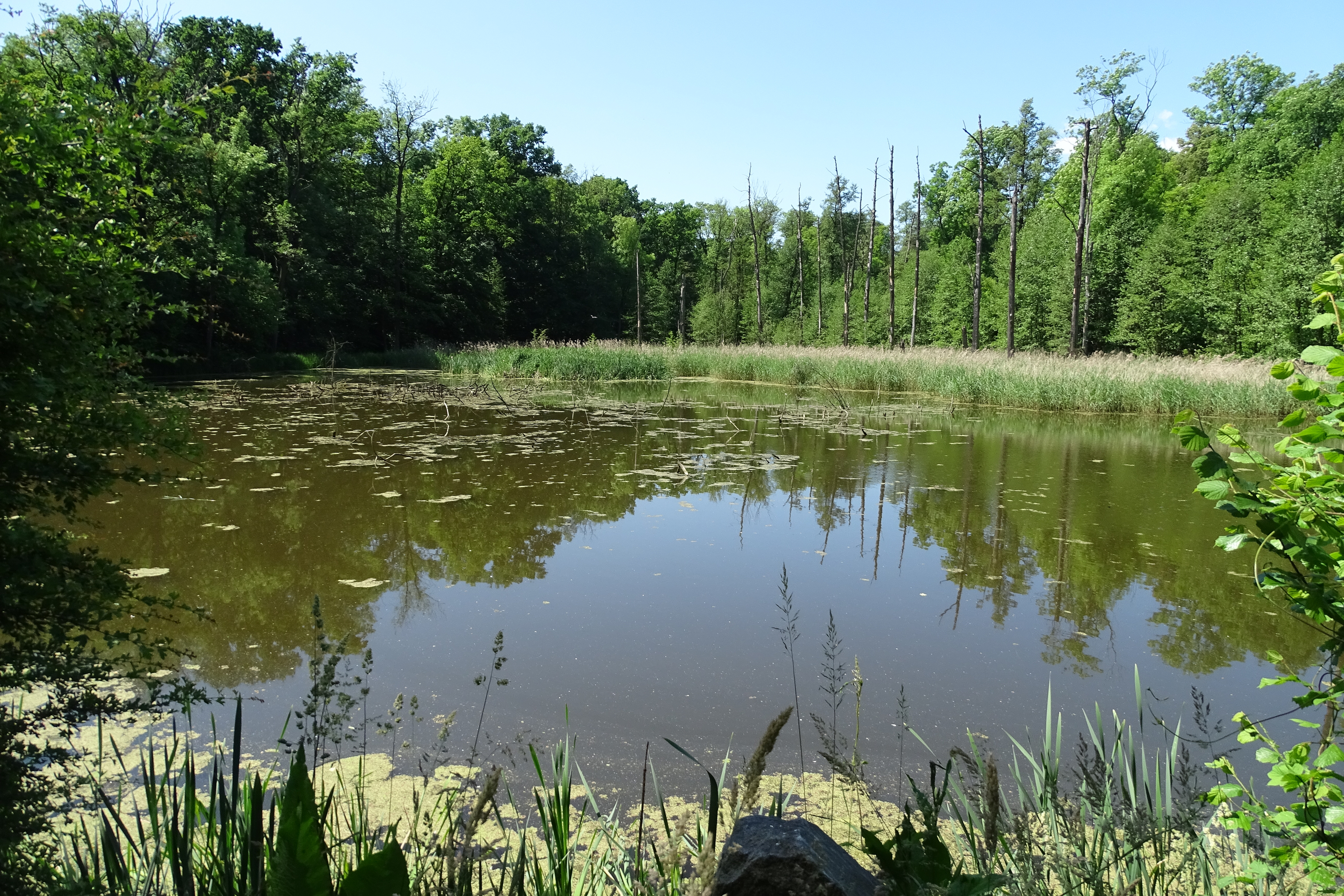
Użytek ekologiczny Kurka Wodna w Kątkach

W 2013 ustanowiono na terenie wsi użytek ekologiczny "Kurka Wodna" obejmujący oczko wodne i szuwar trzcinowy, całość o powierzchni 0,3 ha.